# 1515
Évszázadok: 15. század – 16. század – 17. század
Évtizedek: 1460-as évek – 1470-es évek – 1480-as évek – 1490-es évek – 1500-as évek – 1510-es évek – 1520-as évek – 1530-as évek – 1540-es évek – 1550-es évek – 1560-as évek
Évek: 1510 – 1511 – 1512 – 1513 –  1514 – 1515 – 1516 – 1517 – 1518 – 1519 – 1520

## Események

### Határozott dátumú események
- július 19. – A bécsi királytalálkozón megerősítik a Habsburg–Jagelló házassági szerződést. (II. Ulászló magyar király gyermekei, Anna és Lajos Habsburg-házból házasodnak.[1] Ulászló és Miksa császár kölcsönös örökösödési szerződést kötnek.)[2]
- augusztus 23. – A csáldiráni csata. I. Iszmáíl perzsa sah vereséget szenved I. Szelim szultántól.
- szeptember 5. – Szelim serege ellenállás nélkül elfoglalja Perzsia fővárosát, Tebrizt, ám nem tudja megtartani.
- szeptember 13. – szeptember 14. – A marignanói csata: I. Ferenc francia király serege a velencei sereg segítségével legyőzi a svájciakat.[3]
- október 8. – I. Ferenc újra elfoglalja Milánót és elűzi Massimiliano Sforza herceget.
- október 11. – I. Ferenc francia király felveszi a Milánó hercege címet. (1521-ben elűzik.)

### Határozatlan dátumú események
- június – I. Szelim oszmán szultán serege megtámadja Perzsiát.
- az év folyamán –
  - Károly, I. Miksa német-római császár unokája Németalföld kormányzója lesz[4] (1516-ban I. Károly néven Kasztília és Aragónia királya, 1519-ben német király, 1530-tól császár).
  - Svédország kinyilvánítja függetlenségét.
  - Az Oszmán Birodalom meghódítja Kurdisztánt.
  - Hormuz újra portugál kézen.[5]
- az év végén – A török fegyverszünetet ajánl Budán II. Ulászlónak.

## Születések
- szeptember 22. – Klevei Anna hercegnő, később VIII. Henrik angol király negyedik felesége († 1557)
- október 4. – ifj. Lucas Cranach német festő († 1586)
- október 29. – Vincenzio Maria Borghini itáliai bencés szerzetes († 1580)
- november 20. – Lotaringiai Mária, később V. Jakab skót király felesége, régense lányának I. Mária skót királynőnek († 1560)
- az év folyamán –
  - Cypriano de Rore flamand zeneszerző († 1565)
  - Musztafa oszmán herceg, Manisa kormányzója, I. Szulejmán oszmán szultán első fia († 1553)

## Halálozások
- január 1. – XII. Lajos francia király (* 1462)
- november 5. – Mariotto Albertinelli firenzei reneszánsz festő, Raffaello követője (* 1474)
- december 2. – Gonzalo Fernández de Córdoba spanyol hadvezér (* 1453)
- december 16. – Alfonso d’Albuquerque portugál admirális (* 1453)
- Nezahualpilli azték filozófus (* 1464)